# Велике герцогство Тосканське
Вели́ке ге́рцогство Тоска́нське (італ. Granducato di Toscana, лат. Magnus Ducatus Tusciae) — у 1569—1860 роках монархічна держава на Апеннінському півострові, зі столицею у Флоренції. Розташовувалася в Центральній Італії, в регіоні Тоскана. Очолювалася великими герцогами із династій Медічі (1569—1737) та Габсбурги (1737—1860). Постала 27 серпня 1569 року на основі Флорентійського герцогства, яким керували Медічі. Занепало за панування великого герцога Козімо III. 9 липня 1737 року перейшла до Франца I, імператора Священної Римської імперії. Управлялася віце-королями. 21 березня 1801 року ліквідована в ході Наполеонівських воєн французами, які перетворили її на Етрурське королівство. 9 червня 1815 року відновлена як суверенна держава. 8 грудня 1859 року увійшла до складу Центрально-Італійської конфедерації. 22 березня 1860 року анексована П'ємонт-Сардинським королівством після плебісциту.

## Назва
- Тоскана (італ. Toscana) — коротка назва.
- Вели́ке ге́рцогство Тоска́нське / Вели́ке князі́вство Тоска́нське (італ. Granducato di Toscana, лат. Magnus Ducatus Tusciae) — італійська назва.
- Вели́ке ге́рцогство Етрурії / Вели́ке князі́вство Етрурії (лат. Magnus Ducatus Etruriae) — офіційна латинська назва; від античної Етрурії.

## Символіка

### Герби
Гербом Великого герцогства Тосканського був родовий герб Медічі: у золотому полі пять червоних пігулок; у главі — синє коло із трьома золотими ліліями. Після вигасання правлячого дому Медічі його наступники — австрійські Габсбурги-Лотаринзькі — використовували цей герб як символ Тоскани, поєднуючи його зі своїми родовими гербами.

Герб 1562-1737
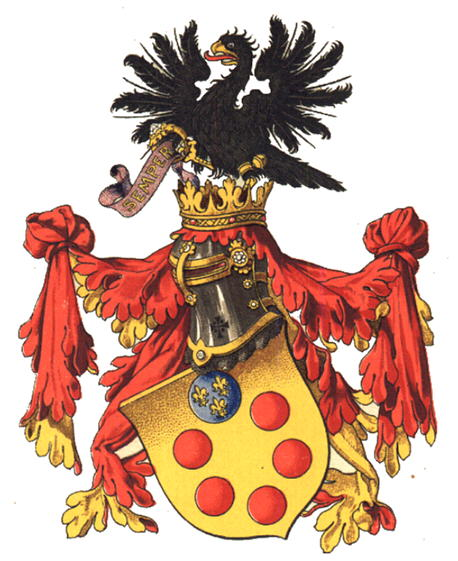
Герб 1562-1737
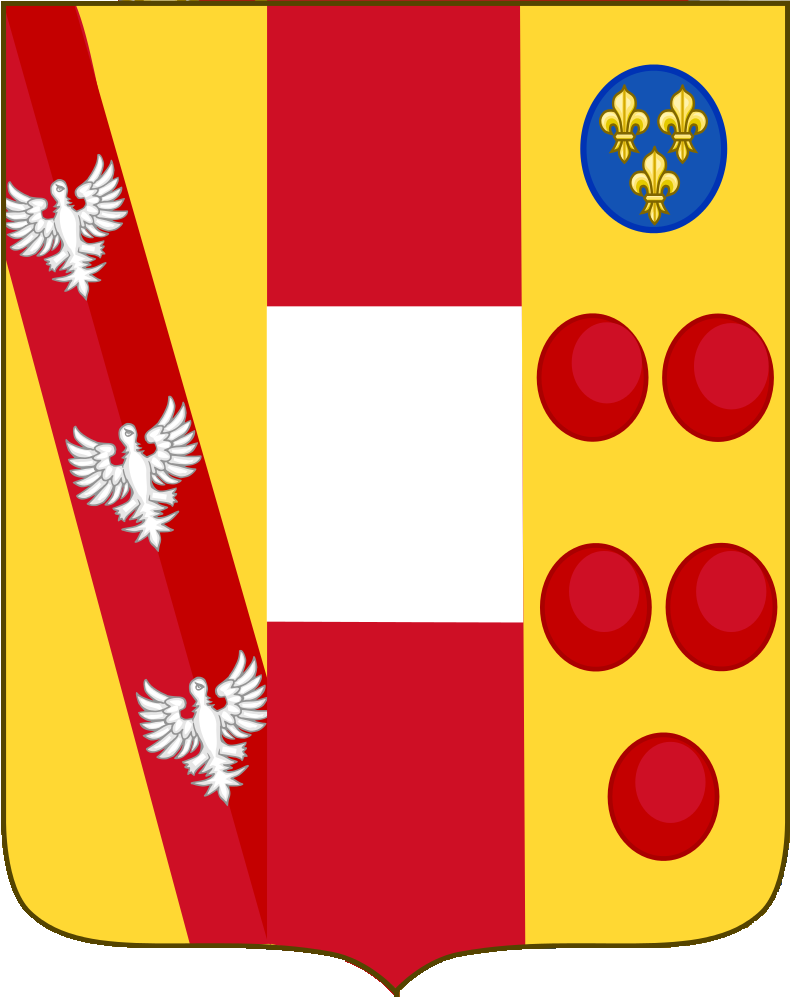
Малий герб 1815-1848, 1849-1860
Великий герб 1765-1800, 1815–1848, 1849-1860[1]

### Прапори

Прапор 1562-1737
Морський прапор 1737-1749
Прапор 1815-1848, 1849-1860
Прапор із малим гербом 1815-1848, 1849-1860
Прапор із великим гербом 1765-1800, 1815–1848, 1849-1860[1]
Прапор 1848-1849

## Історія

### Виникнення
Держава виникла в результаті експансії Флорентійського герцогства (замінило 1532 року Флорентійську республіку): у 1557 році сусід й давній суперник Флоренції Сієнська республіка перейшла під владу герцогів Медічі. Велике герцогство займало більшу частину сучасного італійського регіону Тоскана за винятком північних земель маркізату Масса, князівства Каррара та республіки, а потім герцогства, Лукка. Столицею великого герцогства була Флоренція.

### Правителі
Першим великим герцогом був Козімо I з династії Медічі. Його нащадки правили там до припинення династії у 1737 році. Тоді велике герцогство отримав у спадок Франц Стефан, герцог Лотарингії і зять імператора Карла VI. Таким чином у великому герцогстві запанували Габсбурги.

### Анексія
Велике герцогство розпалось на період з 1801 по 1815 роки в результаті наполеонівських війн. 1801 року за Аранхуезькою угодою на його території було створено Етрурське королівство, у 1808 його було зроблено французькою провінцією. 1809 року сестру Наполеона Елізу було призначено штатгальтеркою в Етрурії з титулом великої герцогині Тосканської. У 1814 році Тоскана була повернута великому герцогу Фердинанду III.

### Останні роки
Фердинанд III пристав до політичної системи Австрії й у 1815 уклав з нею угоду, за якою у разі війни тосканські війська мали перебувати у розпорядженні австрійського головнокомандувача. Фердинанду ΙΙI 1824 року спадкував його син Леопольд II. Коли у 1840-х роках в Італії посилився національний рух й прагнення до реформ, уряд Леопольда II первинно намагався йти в рівень з потребами суспільства, що назріли. Він відхилив пропозицію Австрії про військове втручання й 1847 року обіцяв ліберальні реформи. Того ж року, після того, як Карл II, герцог Лукки зрікся престолу, Лукку зі своєю областю було приєднано до Тоскани. Замість цього придбання Тоскана, відповідно до угод 1817 та 1844 років, поступилась округами Понтремолі Пармському герцогству, а навколо Фівіццано — Моденському герцогству. 15 лютого 1848 року Леопольд II, за прикладом неаполітанського короля, дарував Тоскані конституцію. В цей час у Ломбардії спалахнуло повстання проти австрійської влади; тосканські війська також виступили проти Австрії, і Леопольд II склав з себе титул австрійського ерцгерцога.

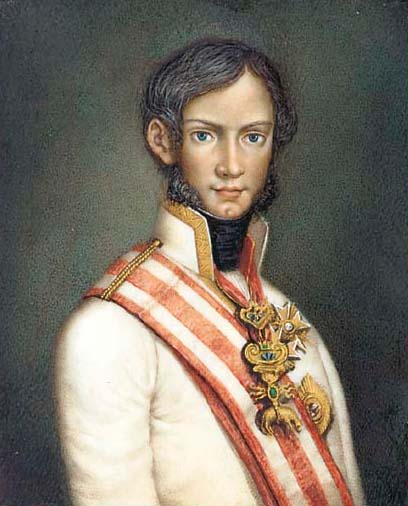
Останній великий герцог Тосканський Леопольд II

У червні 1848 року було відкрито сенат і палату депутатів. Уряд, на чолі якого стояли спочатку маркіз Ридольфі, потім маркіз Каппоні, виявився неспроможним зупинити революційний рух, що розгорався з новою силою, очільником якого був Гверацці. Коли у жовтні Каппоні пішов у відставку, Леопольд призвав до складу уряду представників радикалізму. Серед міністрів були Монтанеллі, Гверацці та Мадзіні. В тронній промові 10 січня 1849 року Леопольд II обіцяв відновлення національної війни з Австрією та скликання у Флоренції установчі збори для вирішення питання про політичне перетворення усієї Італії.
Сам Леопольд II, однак, був проти своїх нових міністрів, 21 лютого він залишив Флоренцію й втік до фортеці Гаету. У Флоренції було встановлено тимчасовий уряд тріумвірату: Монтанеллі, Мадзіні й Гверацці і скликано установчі збори на чолі з Гверацці. У квітні 1849 року поміркована ліберальна партія вчинила у Флоренції контрреволюцію: Гверацці та його прибічники були заарештовані, установчі збори розпущені. Флорентійський магістрат, захопивши владу до своїх рук, запросив великого герцога повернутись і керувати країною в дусі виданої ним конституції. Леопольд II призначив нове міністерство на чолі з Джованні Бальдассероні. У вересні 1850 дію конституції було призупинено, а у травні 1852 її було цілком скасовано. З папською курією було укладено конкордат, в силу якого католицьке духовенство здобуло необмежену свободу переслідувати всі прояви протестантства. Перед війною, 1859 року, Леопольд II здійснив подорож до Риму та Неаполя й домовився з папою та королем Фердинандом II стати на бік Австрії. Між тим, у Флоренції почався національний рух і Леопольд II подався до Австрії й зрікся престолу на користь свого сина Фердинанда IV.
На території герцогств Тосканського, Моденського й Пармського утворилась про-сардинська держава, що отримала назву Об'єднані італійські провінції. Тимчасовий уряд запропонував сардинському королю Віктору Еммануїлу II диктатуру, той відхилив цю пропозицію, але погодився взяти Тоскану на час війни під свій захист і призначив Бонкомпаньї своїм генеральним комісаром. Останній утворив міністерство на чолі з Ріказолі, і скликав раду (консульту). Національні збори одностайно проголосували за приєднання до Сардинського королівства. Слідом за цим декрет 22 березня 1860 року оголосив про приєднання Тоскани до Сардинського королівства. Велике герцогство Тосканське офіційно припинило своє існування.

## Державний устрій

### Герцоги
Титул правителя Тоскани — великий герцог Тосканський. У офіційній латинській документації він іменувався як великий князь Етрурії (лат. Magnus Dux Hetruriae).
- 1765—1790: П'єтро-Леопольдо (Леопольд II, імператор Священної Римської імперії)
- 1859—1860: Фердинанд IV